# Nadja Pavic
Nadja Pavic (født 13. september 1985 i Split, Kroatien) er en tidligere professionel tennisspiller fra Kroatien. 
Nadja Pavic højeste rangering på WTA single rangliste var som nummer 293, hvilket hun opnåede 27. november 2006. I double er den bedste placering nummer 260, hvilket blev opnået 11. juli 2005. 